# Policía de Puerto Rico
El Negociado de Policía de Puerto Rico, oficialmente Oficina de la Policía de Puerto Rico, es la autoridad policial que tiene jurisdicción en todo el territorio del Estado Libre Asociado de Puerto Rico. 
Administrativamente la fuerza está adscrita al Departamento de Seguridad Pública (DPS), junto con los demás negociados adscritos al mismo. Al año 2020 se componía de 11.532 miembros. Se encuentra organizado en trece regiones a propósitos operativos. Su sede se encuentra en la Avenida Franklin D. Roosevelt 601 en San Juan
El Gobernador de Puerto Rico es la autoridad suprema, de todo el aparato policial, y el elige al Comisionado (Jefe de la Policía),

## Historia

### Orígenes
El primer antecedente de un cuerpo de policía en la isla comenzó en 1837, cuando el gobernador español Francisco Javier de Moreda y Prieto creó la Guardia Civil de Puerto Rico (división de la Guardia Civil española) para protección de la vida y propiedad de los puertorriqueños, en ese entonces, súbditos de la Corona española. A partir de entonces se encargó de la seguridad en toda la isla, aunque algunos municipios crearon sus propias fuerzas policiales. 
(* En 1837 se creó el Cuerpo de Serenos de San Juan). La Guardia Civil en  España fue fundada en 1844 por don Francisco Javier Girón y Espeleta, duque de Ahumada. En 1869 el capitán general José Laureano Sanz, siguiendo el modelo de la Península y Cuba, creó la Guardia Civil de Puerto Rico. Este era un cuerpo independiente que tras la Ley de Amalgama de 1871, se unificó con sus homólogos peninsular y cubano)
Cuando Estados Unidos se hizo con la posesión de la isla en 1898, como resultado de la guerra hispano-estadounidense, creó la Policía Insular de Puerto Rico el 21 de febrero de 1899, bajo la comandancia de Frank Techner (oficial de la marina estadounidense en aquel conflicto), con un grupo de 313 oficiales.

## Jerarquías
| Rango       | Comisionado                      | Coronel              | Teniente Coronel                      | Comandante            | Inspector    | Capitán                        | Teniente Primero                            | Teniente Segundo     | Sargento                    | Agente    | Cadete        |
| Insignia    |                                  |                      |                                       |                       |              |                                |                                             |                      |                             |           | Sin insignias |
| Descripción | Jefe del Negociado de la Policía | Comandante de región | Comandante de división administrativa | Comandante de brigada | Investigador | Comandante de unidad y cuartel | Comandante de unidad u oficial de comisaría | Oficial de comisaría | Líder de Grupo o Supervisor | Sin Rango |               |